# Frullania beyrichiana
Frullania beyrichiana là một loài rêu tản trong họ Jubulaceae. Loài này được (Lehm. & Lindenb.) Lehm. & Lindenb. miêu tả khoa học lần đầu tiên năm 1845.